# Irving Kahn
Irving Kahn (19 de dezembro de 1905 – 24 de fevereiro de 2015) foi um investidor e filantropo americano que era o investidor mais velho do mundo. Ele foi um dos primeiros discípulos de Benjamin Graham, o criador da metodologia de investimento de valor. Kahn começou sua carreira em 1928 e continuou a trabalhar até sua morte. Ele foi presidente do Kahn Brothers Group, Inc., a propriedade privada de consultoria de investimento e empresa corretora que ele fundou com seus filhos, Thomas e Alan, em 1978.

## Início da vida e Educação
Kahn nasceu em 19 de dezembro de 1905 em Nova Iorque, o filho de Saul Henry Kahn (1875-1964) e Mamie Friedman (1880-1946). Ele participou da Faculdade da Cidade de Nova Iorque e passou a ser o segundo assistente de ensino de Benjamin Graham na Escola de Negócios Columbia. Kahn nomeou seu terceiro filho, Thomas Graham, nascido em 1942, e Buffett nomeou seu primeiro filho, Howard Graham, nascido em 1954.

## Vida pessoal
Kahn, suas irmãs e seu irmão eram, coletivamente, o quarteto de irmãos vivos mais velhos do mundo. Sua irmã mais velha, Helen Reichert (11 de novembro de 1901 – 25 de setembro de 2011), morreu sete semanas antes de seu 110.º aniversário. Seu irmão mais novo, Peter Keane (16 de fevereiro de 1910 – 7 de fevereiro de 2014), morreu aos 103 anos. Sua irmã, Lee Reichart (26 de maio de 1903 – 18 de fevereiro de 2005), morreu aos 101 anos. Seu filho, Donald Kahn (1935 – 15 de janeiro de 2015), morreu repentinamente em 15 de janeiro de 2015 aos 79 anos de idade.
Irving Kahn morreu em 24 de fevereiro de 2015, aos 109 anos. Sua morte foi relatada através de um breve obituário pago no New York Times em 26 de fevereiro de 2015.